# 科特迪瓦历史
人类最初在象牙海岸（法语科特迪瓦的直译）的时间已经很难确定，因为在潮湿的气候下，人类遗骸没有得到很好的保存。然而，古老的武器和工具碎片（尤其是用通过磨光鱼骨后的斧头）已经被解释为人类存在于旧石器时代晚期时期（公元前15000至10000年）的一个证据。

## 史前和早期历史
科特迪瓦的原始居民知之甚少。历史学家认为，他们或者流离失所，或者被现今居民的祖先所吸收。最早有记载的历史出现在罗马时代的北非洲商人，他们进行了一个横跨撒哈拉沙漠的盐，奴隶和黄金贸易。
在第四至十三世纪的加纳帝国，兴盛于当今毛里塔尼亚东部。在11世纪达到顶峰，其领土从大西洋扩展到廷巴克图。加纳帝国衰弱后，马里帝国的成长为一个强大的穆斯林国家，他在14世纪初期，达到顶峰。象牙海岸马里帝国的领土仅限于奥迭内的西北角。伴随着内部的不和谐和反叛诸侯国，马里帝国在14世纪开始缓慢下降。其中一个诸侯国，桑海帝国，在14世纪和16世纪之间蓬勃发展。桑海也被内部的不和谐所削弱，逐渐导致派系战争。这不和谐促使了大多数人的朝着向森林向南迁徙。

## 与欧洲和美洲的贸易
非洲大陆，位于欧洲和具有想象中富饶的远东之间，在15世纪迅速成为欧洲探险家的目标。第一批探索西非海岸的欧洲人是葡萄牙人。其他欧洲海上贸易国紧随其后，起初他们和众多西非沿海居民进行黄金，象牙，胡椒等贸易，在16世纪的美洲殖民地的建立刺激了对奴隶的需求，这里很快成为主要出口地。根据与欧洲人条约，当地的统治者从内地采购商品和奴隶。15世纪后，由于欧洲的商业往来，使得欧洲的影响由非洲西海岸向北渗透。
象牙海岸，像其余西非一样，也受这些影响。但由于其海岸线没有避风港，阻碍了欧洲人建立永久的贸易站。

## 法国统治的建立
1840年代，法国对此地显示出了兴趣，并且诱使海岸地区的酋长给予法国商人贸易上的垄断权利。自此之后，法国在当地建立了海军基地，将他国势力摒除于外，并且有系统地对内陆地区展开征服行动。一直到1890年代，经过了漫长的战争，击退了从冈比亚来的Mandinka族的势力，才完成了对科特迪瓦的征服行动。1893年3月10日科特迪瓦正式成为法国的殖民地。

## 法国殖民时期
1893年3月10日，科特迪瓦正式成为法国的殖民地。在法国的统治之下，刺激出口成了主要的目标，很快地，咖啡、可可、棕榈等作物便种植在海岸地带。当此时中、西非其它地区的法国人及英国人通常是当地行政人员之际，科特迪瓦成了唯一有较多数量的“新移民”的地区。结果是，三分之一的可可、咖啡、香蕉园被法国公民所控制，而令人憎恶的强制劳动制度变成了经济的基础。

## 独立
一位Baoulé族酋长之子——费利克斯·乌弗埃-博瓦尼（Félix Houphouët-Boigny）——成了科特迪瓦的独立之父。1944年他为了像他一样的可可农成立了该国的第一个农业工会。他们招募移民工人在自己的农田工作以抗衡偏袒法国农园园主的殖民政策。博瓦尼很快就升至要位，并且在一年内被选入了在巴黎的法国国会。一年之后，法国废除了强制劳动制度。之后，博瓦尼慢慢放弃了他年轻时较为激进的立场，而法国政府则以让他成为第一位欧洲政府中的非裔部长做为回馈。
1958年12月，象牙海岸成为法兰西共同体的一个自治共和国。1960年7月11日法国同意象牙海岸获得完全独立。象牙海岸于1960年8月7日成为独立国家，使得其共同体成员失效。以商业城市阿比让作为首都。
当科特迪瓦在1960年独立之时是法属西非最繁荣的地方，出口占了该区域的40%。博瓦尼成了科特迪瓦的第一任总统。

## 乌弗埃-博瓦尼后时期
乌弗埃-博瓦尼于1993年12月7日去世，由他的副手亨利·科南·贝迪埃接任。
1999年12月24日，贝迪埃被前陆军司令罗伯特将军推翻，他之前被贝迪埃解职。这是科特迪瓦历史上第一次政变，经济低迷随之而来。

## 第一次内战
2002年9月19日，北部和西部的叛乱出现，将国家分为三个部分。

## 第二次内战
当全国独立选举委员会（CEI）宣布北部候选人阿拉萨内·瓦塔拉成为2010年科特迪瓦总统大选的胜利者，宪法委员会主席-巴博的盟友-宣布选举结果无效以及巴博是赢家。巴博和瓦塔拉均宣称获取胜利并宣誓就职总统。国际社会，包括联合国，非洲联盟，西非国家经济共同体（ECOWAS），欧洲联盟，美国和前殖民国法国重申支持瓦塔拉并呼吁巴博下台。然而，谈判来解决争端未能达成任何令人满意的结果。亲巴博和亲瓦塔拉游击队之间的暴力冲突不断升级，造成数百人死亡，并且至少有一百万的人已经逃离，大多是从阿比让地区。
国际组织报道了许多双方侵犯人权的情况，特别是在城市迪埃奎。联合国和法国部队采取军事行动，以保护部队和平民的作为既定目标。瓦塔拉的部队于2011年4月11日在巴博的住所将他逮捕。